# Duane Allman
Howard Duane Allman (Nashville, 20 de novembro de 1946 – Macon, Georgia, 29 de outubro de 1971) foi um guitarrista estadunidense, co-fundador do grupo The Allman Brothers Band e respeitado músico de sessão. Teve um papel de destaque no álbum Layla and Other Assorted Love Songs, lançado em 1970 pelo grupo Derek & the Dominos.
Duane é lembrado por sua técnica na Slide guitar e pelas habilidades criativas de improvisação. Em 2003, ele ficou em segundo lugar na lista dos 100 maiores guitarristas de todos os tempos da revista Rolling Stone, perdendo apenas para Jimi Hendrix. Em 2011, ele foi classificado como número 9. Seu tom de guitarra (obtido com um Gibson Les Paul e dois amplificadores Marshall de baixo de 50 watts) foi considerado um dos maiores de todos os tempos pela Guitar Player Magazine. Sua habilidades como guitarrista foram complementadas por qualidades pessoais como a intensidade, a força e a capacidade de extrair o melhor dos outros para fazer música.
Uma curiosidade a seu respeito é que, assim como seu irmão, Gregg Allman, Duane era canhoto, mas tocava guitarra como se fosse destro.
Duane morreu após sofrer um acidente de motocicleta em 1971, poucas semanas antes de seu 25° aniversário.

## Infância
Duane Allman nasceu em Nashville, Tennessee. Quando Duane tinha apenas três anos de idade e sua família vivia nos arredores de Norfolk, Virginia, seu pai, Willis Allman, sargento do Exército Americano, foi assassinado por um caroneiro. Geraldine "Mama A" voltou então com a família para Nashville. Em 1957 eles mudaram-se novamente para Daytona Beach, Florida.
Em 1960, ele ficou motivado a aprender a tocar violão, por influência de seu irmão, Gregg Allman, que há pouco havia começado, após admirar seu vizinho tocando country music em um violão acústico. Gregg disse depois que Duane começou "Ele… me passou como se eu estivesse parado".
Outro evento importante ocorreu em 1959, quando Duane e Gregg estavam visitando parentes em Nashville. Eles foram a um show de Rock 'n' roll, no qual a lenda do blues B.B. King estava se apresentando e simplesmente caíram na mágica de sua música. Gregg se lembra que logo após Duane acrescentou: "Nós precisamos entrar nisto."

## Morte
Duane faleceu no dia 29 de outubro de 1971, em um acidente de moto logo após o lançamento e o sucesso inicial de At Fillmore East. Naquele dia, enquanto a banda estava em uma pausa de turnê e gravação, Duane conduzia a sua Harley-Davidson Sportster em alta velocidade na Hillcrest Avenue, na parte ocidental da cidade de Macon, na Geórgia. Quando se aproximou da Bartlett Street, um caminhão de carga transportando um guindaste de madeira parou de repente no cruzamento, forçando-o a desviar bruscamente. Duane atingiu a traseira do caminhão e foi projetado para fora da motocicleta, que caiu em cima dele e derrapou cerca de 50 m com Duane preso por baixo do veículo, esmagando seus órgãos internos. Duane ainda estava vivo quando foi levado para o hospital mas, apesar do tratamento médico imediato, morreu algumas horas depois, a poucas semanas do seu 25º aniversário, devido aos graves ferimentos internos causados pelo acidente.
Encontra-se sepultado no Rose Hill Cemetery, Macon, Condado de Bibb, Geórgia nos Estados Unidos.

## Discografia

### Solo
| Álbum                                  | Ano  | Notas                 | Tipo                   | Certificação |
| -------------------------------------- | ---- | --------------------- | ---------------------- | ------------ |
| Dialogs                                | 1972 | Gravado em 1970, 1972 |                        |              |
| Duane & Greg Allman (com Greg Allman)  | 1972 | Gravado em 1968       | álbum de estúdio       |              |
| An Anthology                           | 1972 | Gravado em 1968–1971  | coletânea              | : ouro       |
| An Anthology Volume II                 | 1974 | Gravado em 1968–1971  | coletânea              |              |
| The Best of Duane Allman               | 1979 |                       | coletânea              |              |
| Skydog: The Duane Allman Retrospective | 2013 | Gravado em 1965–1971  | Caixa box com 7-discos |              |

### comThe Allman Brothers Band
| Álbum                                                                                  | Ano  | Notas                | Tipo             | Certificação |
| -------------------------------------------------------------------------------------- | ---- | -------------------- | ---------------- | ------------ |
| The Allman Brothers Band                                                               | 1969 |                      | álbum de estúdio |              |
| Idlewild South                                                                         | 1970 |                      | álbum de estúdio |              |
| At Fillmore East                                                                       | 1971 |                      | álbum ao vivo    |              |
| Eat a Peach                                                                            | 1972 | Gravado em 1971      | álbum de estúdio |              |
| The Road Goes On Forever                                                               | 1975 | Gravado em 1969–1973 | coletânea        |              |
| Dreams                                                                                 | 1989 | Gravado em 1966–1988 | coletânea        |              |
| Live at Ludlow Garage: 1970                                                            | 1991 | Gravado em 1970      | álbum ao vivo    |              |
| A Decade of Hits 1969–1979                                                             | 1991 | Gravado em 1969–1979 | coletânea        |              |
| The Fillmore Concerts                                                                  | 1992 | Gravado em 1971      | álbum ao vivo    |              |
| Fillmore East, February 1970                                                           | 1996 | Gravado em 1970      | álbum ao vivo    |              |
| Mycology: An Anthology                                                                 | 1998 |                      | coletânea        |              |
| All Live!                                                                              | 1998 | Gravado em 1971–1975 | álbum ao vivo    |              |
| 20th Century Masters – The Millennium Collection: The Best of the Allman Brothers Band | 2000 | Gravado em 1969–1979 | coletânea        |              |
| American University 12/13/70                                                           | 2002 | Gravado em 1970      | álbum ao vivo    |              |
| Live at the Atlanta International Pop Festival: July 3 & 5, 1970                       | 2003 | Gravado em 1970      | álbum ao vivo    |              |
| S.U.N.Y. at Stonybrook: Stonybrook, NY 9/19/71                                         | 2003 | Gravado em 1971      | álbum ao vivo    |              |
| Gold                                                                                   | 2005 | Gravado em 1969–1979 | coletânea        |              |
| Boston Common, 8/17/71                                                                 | 2007 | Gravado em 1971      | álbum ao vivo    |              |

### Participação em outros projetos
| Álbum                                           | Artista               | Ano  | Notas                 | Tipo             | Certificação |
| ----------------------------------------------- | --------------------- | ---- | --------------------- | ---------------- | ------------ |
| Hour Glass                                      | Hour Glass            | 1967 |                       | álbum de estúdio |              |
| Power of Love                                   | Hour Glass            | 1968 |                       | álbum de estúdio |              |
| Boz Scaggs                                      | Boz Scaggs            | 1969 |                       | álbum de estúdio |              |
| Hey Jude                                        | Wilson Pickett        | 1969 |                       | álbum de estúdio |              |
| The Dynamic Clarence Carter                     | Clarence Carter       | 1969 |                       | álbum de estúdio |              |
| Instant Groove                                  | King Curtis           | 1969 |                       | álbum de estúdio |              |
| More Sweet Soul                                 | Arthur Conley         | 1969 |                       | álbum de estúdio |              |
| Southern Fried                                  | John P. Hammond       | 1969 |                       | álbum de estúdio |              |
| Two Jews Blues                                  | Barry Goldberg        | 1969 |                       | álbum de estúdio |              |
| Mourning in the Morning                         | Otis Rush             | 1969 |                       | álbum de estúdio |              |
| New Routes                                      | Lulu                  | 1970 |                       | álbum de estúdio |              |
| Ronnie Hawkins                                  | Ronnie Hawkins        | 1970 |                       | álbum de estúdio |              |
| Spirit in the Dark                              | Aretha Franklin       | 1970 | Gravado em 1969–1970  | álbum de estúdio |              |
| To Bonnie from Delaney                          | Delaney & Bonnie      | 1970 |                       | álbum de estúdio |              |
| Ton-Ton Macoute!                                | Johnny Jenkins        | 1970 | Gravado em 1969–1970  | álbum de estúdio |              |
| This Girl's in Love with You                    | Aretha Franklin       | 1970 | Gravado em 1969       | álbum de estúdio |              |
| Christmas and the Beads of Sweat                | Laura Nyro            | 1970 |                       | álbum de estúdio |              |
| Layla and Other Assorted Love Songs             | Derek and the Dominos | 1970 |                       | álbum de estúdio |              |
| 5'll Getcha Ten                                 | Cowboy                | 1971 |                       | álbum de estúdio |              |
| Sam, Hard and Heavy                             | Sam Samudio           | 1971 |                       | álbum de estúdio |              |
| Motel Shot                                      | Delaney & Bonnie      | 1971 |                       | álbum de estúdio |              |
| Push Push                                       | Herbie Mann           | 1971 |                       | álbum de estúdio |              |
| D&B Together                                    | Delaney & Bonnie      | 1972 | Gravado em 1969, 1971 | álbum de estúdio |              |
| Early Allman – Featuring Duane and Gregg Allman | The Allman Joys       | 1973 | Gravado em 1966       | álbum de estúdio |              |
| The Hour Glass                                  | Hour Glass            | 1973 | Gravado em 1967–1968  | coletânea        |              |
| The Layla Sessions: 20th Anniversary Edition    | Derek and the Dominos | 1990 | Gravado em 1970       | álbum de estúdio |              |
| Southbound                                      | Hour Glass            | 2004 | Gravado em 1967–1969  | coletânea        |              |